# Коріна Пептан
Коріна-Ізабела Пептан (17 березня 1978) – румунська шахістка, гросмейстер серед жінок від 1995 року, міжнародний майстер від 1998 року.
Її рейтинг станом на березень 2020 року — 2392 (69-те місце у світі, 2-е — серед шахісток Румунії).

## Шахова кар'єра
Належить до когорти найбільш титулованих румунських шахісток. Вже в юніорському віці пробилась до числа провідних румунських шахісток, у 13 років виграла свій перший титул чемпіонки Румунії. Загалом від 1991 до 2014 року у фінальних турнірах здобула 15 медалей: 10 золотих, 2 срібні і 3 бронзові. Від 1992 до 2008 року вісім разів (в тому числі чотири рази на 1-й шахівниці) виступила на шахових олімпіадах, здобувши дві нагороди в особистому заліку (1994 – на 3-й шахівниці, 2004 – на 2-й шахівниці). Від 1992 до 2009 року шість разів представляла збірну Румунії на командних чемпіонатах Європи, в командному заліку здобула 1997 року срібну медаль і 1999 року — бронзову.
Багаторазово вигравала нагороди чемпіонатів світу i Європи серед дівчат у різних вікових категоріях: чотири рази золоту медаль (1988 – ЧС до 10 років, 1990 – ЧС до 12 років, 1991 – ЧС до 14 років, 1995 – ЧС до 18 років) i срібну (1992 – ЧС до 14 років, 1992 – ЧЄ до 14 років, 1993 – ЧЄ до 16 років, 1996 – ЧС до 20 років), а також п'ять разів бронзову (1989 – ЧС до 12 років, 1991 – ЧЄ до 14 років, 1994 – ЧЄ до 16 років, 1995 – ЧС до 20 років, 1996 – ЧС до 18 років).
Тричі брала участь у чемпіонатах світу за олімпійською системою: 2000, 2001 i 2004. Найвищого результату в цих розіграшах досягла 2000 року в Нью-Делі, де здолавши Моніку Калзетту, Маю Чибурданідзе i Нану Іоселіані потрапила до 1/4 фіналу, але там поступилась на тай-брейк Цінь Каньїн.
Серед успіхів Корін Пептан на міжнародних турнірах потрібно відзначити:
- поділила 1-ше місце на турнірі за швейцарською системою в Тімішоарі (1995),
- поділила 1-ше місце в Белграді (1995, разом зі Світланою Прудніковою та Антоанетою Стефановою),
- посіла 3-тє місце на чоловічому гросмейстерському турнірі Credis у Білі (1996, після Яна Роджерса i Крістофера Луца, випередивши серед інших Джозефа Галлахера, Еміля Сутовського i Даніеля Кампору),
- поділила 2-ге місце на чоловічому круговому гросмейстерському турнірі в Любляні (1997, після Суата Аталика, разом із Душко Павасовичем, випередивши серед інших Мілана Вукіча, Ігоря Єфімова та Івана Фараго),
- посіла 1-ше місце в Кишиневі (1998, перед Катериною Ковалевською, Ільдіко Мадл i Ельмірою Скрипченко),
- посіла 1-ше місце в Остраві (1999, зональний турнір),
- поділила 3-тє місце у Віслі (1999, після Світлани Матвєєвої та Марти Зелінської, разом з в тому числі Монікою Соцко, Вікторією Чміліте i Наною Іоселіані),
- посіла 1-ше місце в Бенаске (2001),
- поділила 1-ше місце в Тімішоарі (2002, разом з Деяном Павловичем),
- посіла 7-ме місце на чемпіонаті Європи 2002, що проходив у Варні[5],
- посіла 1-ше місце в Браїлі (2008, меморіал Марії Албелець).

Найвищий рейтинг в кар'єрі мала станом на 1 липня 2003 року, досягнувши тоді 2485 пунктів посідала тоді 8-ме місце в світовому рейтинг-листі ФІДЕ й 1-ше місце серед румунських шахісток.